# Fermin Zabala
{{Ficha de persona 
|imagen =
|tamaño = 250px
|descripción = Fermín en noviembre de 2023
|fecha de nacimiento= 7 de julio de 1965 (59 años)
|lugar de nacimiento=  Santa Cruz de la Sierra, Bolivia
|fecha de fallecimiento = 
|lugar de fallecimiento = 
|nacionalidad = Boliviana
|profesión = Comunicador
|ocupación = Comunicador, presentador de televisión deporte
|padres = Desiderio Zabala Jauregui 
Porfiria Vega 
|casado =   {{|Mirlena Negrete|()=smaller|1990|}} 
|pareja =Mirlena Negrete (1990-2023)
|hijos = - José Daniel (nacido en 1991) 
 
- Carlos Andrés (nacido en 1992)
|familiares= Desiderio Zabala (--padre) 
|medio de comunicación= Red Unitel 
    
|programas=A todo deporte (Red Unitel) 
 Facetas (Red Unitel) 
|}}
Fermín Zabala Vega (Santa Cruz de la Sierra, 7 de julio de 1965) es un comunicador social, periodista y presentador de televisión boliviano.

## Biografía
Fermín Zabala nació un 7 de julio de 1965 en la ciudad de Santa Cruz de la Sierra. Es hijo de Desiderio Zabala Jáuregui (+) nacido en los Yungas y de Porfiria Vega nacida en Vallegrande. 
es casado con Mirlena Negrete, cabe mencionar que en 1991 y siendo un joven de 26 años de edad, tuvo su primer hijo (José Daniel), el cual nació en 1991 y su segundo hijo (Carlos Andrés) al siguiente año en 1992. En el año 1983 salió bachiller y su padre lo envió a La Paz a estudiar en la Universidad UMSA la carrera de comunicación y por problemas económicos retornó después de un año a su ciudad natal santa cruz de la sierra y es ahí donde empieza a trabajar y pagar sus estudios  para terminar su carrera de comunicación, comenzó en la a trabajar en la prensa en 1987, lleva más de 30 años conduciendo un programa de deportes.
En una entrevista otorgada a la prensa sociales EL DEBER  de Santa Cruz de la Sierra Fermín Zabala se refería a la enfermedad con la que se encuentra como la diabetes donde le obliga a tener una dieta saludable y también a hacer ejercicios. indica lo siguiente:

Le dije adiós a los churrasquitos, me alimento con ensaladas muy poco carbohidratos, salgo a trotar en las noches y algunos días juego fútbol con mis hijos

### Ingreso a la televisión
Fermín Zabala ingresó a la televisión boliviana en el año 1988, trabajando en el canal Unitel (Bolivia), donde permanece más de 30 años hasta la actualidad. Quien le dio la oportunidad de ingresar y trabajar en la prensa, lo que sería su gran pasión fue su amigo Rubén Saldaña.
En 2018, Fermín Zabala fue relator de los partidos del mundial de Rusia donde generó repercusiones en las redes sociales y es aquí donde presenta sus cuatro mundiales. 
Muchas veces ha sufrido bullying con memes  burlas en las redes lo cual le incomoda es por ello que no está conectado mucho a las redes sociales
Fermín Zabala tenía un gran sueño de entrevistar a Ronaldo de Brasil y Romario cuando vinieron a Bolivia y se acercó como prensa Bolivina, creyeron que era un periodista brasileño y logró infiltrarse para obtener una nota de ambos grandes jugadores de futbol.
Confiesa que su corazón no tiene color de equipo de futbol, es el hincha del equipo donde juegan sus hijos, es fans número uno de los jóvenes quienes se destacan en el deporte.